# Radikalfunktionen
Indenfor talteori betegner radikalfunktionen den funktion, der til et positivt helt tal knytter produktet af dets primfaktorer, hvor hver primfaktor kun indgår én gang i resultatet. Med andre ord er {\displaystyle \mathrm {rad} (n)} givet ved
{\displaystyle \mathrm {rad} (n)=\prod _{\scriptstyle p\mid n \atop p{\text{ primtal}}}p}.
F.eks. er {\displaystyle \mathrm {rad} (12)=\mathrm {rad} (2\cdot 2\cdot 3)=2\cdot 3=6} eftersom det ekstra 2-tal ignoreres. Radikalfunktionen er således idempotent, idet {\displaystyle \mathrm {rad} (\mathrm {rad} (n))=\mathrm {rad} (n)} for alle positive hele tal {\displaystyle n}.
Radikalfunktionen indgår blandt andet i abc-formodningen, og den indgik også i Nordisk Matematikkonkurrence i 2023 som en løsning til funktionalligningen {\displaystyle \gcd(f(x),y)f(xy)=f(x)f(y)}.